# Bogdan Lobonţ
Bogdan Ionuț Lobonț (nascut el 18 de gener de 1978 a Hunedoara, Romania) és un exjugador de futbol romanès que jugava de porter, i va ser internacional amb la selecció nacional romanesa. Posteriorment ha fet d'entrenador de futbol
Lobonț va ser anomenat popularment "Pisica" (el gat) in Romania degut als seus ràpids reflexos, comparats als d'un gat.